# Мангушський район
Мангу́шський райо́н (у 1946—2016 роках — Першотравневий) — колишня адміністративно-територіальна одиниця на півдні Донецької області. Адміністративний центр — смт Мангуш. Населення становило 27 205 осіб (на 1.08.2013). Площа — 792 км².

## Загальні відомості
Мангушський район розташований у південно-західній частині Донецької області. На півночі межує з Нікольським (Володарським) районом, на заході — з Запорізькою областю, на півдні омивається водами Азовського моря, на сході прилягає до земель великого промислового міста Маріуполь.
Населення — 29 241 жителів, площа — 792 км². Центр — смт. Мангуш. У складі 2 селища міського типу (райцентр, Ялта), 6 сільрад, 31 населений пункт, 10 колгоспів, 4 радгоспи, 1 рибколгосп, 3 промислові підприємства, 2 організації будівельних, 29 медустанов, 21 школа, будинок піонерів, 8 будинків культури, 23 бібліотеки. Племінне конярське господарство "Агрофірма «Мангуш». Територія компактного мешкання греків.

## Структура управління районом
Мангушський район — адміністративний район. В ньому 2 населені пункти міського типу: смт. Мангуш та смт. Ялта; 24 сільські населені пункти.
Управління районом здійснюють: райрада, 2 селищні ради, 6 сільських рад. Депутатів районної ради — 40, сільських та селищних — 153. Працює майже 100 комітетів самоорганізації населення, в яких зайнято більше 500 активістів.

## Природні ресурси. Екологічна ситуація
Район розташований у південно-західній частині Донецької області, площею 79211 км², що становить 3 % від території області. Чисельність населення — 29,2 тис. осіб. Щільність населення — 37 чол. на 1 км².
Основними забруднювачами повітря для Мангушського району є підприємства м. Маріуполь та автотранспорт, особливо в літній період.

### Водні ресурси
Водні ресурси формуються за рахунок місцевого поверхневого скиду малих річок, ставків та підземних кладовищ. В районі протікає 7 річок, загальна довжина яких 63 км. Основне живлення водосховищ — річки, — отримують у період весняного танення снігу від 38 до 70 % стоку, решта — підземне живлення.
Ставки служать для зрощення сільськогосподарських угідь і риборозведення. Більшість річок району потребують розчищання, але через відсутність достатнього фінансування розчищення здійснюється дуже повільно.
Залишаються незадовільними показники якості питної води. За останні роки погіршилась за мікробіологічними показниками якість узбережних вод Азовського моря — з 5 % до 18,3 % відхилень від норми. За санітарно-хімічними показниками відхилень від норми не виявлено.

### Відходи
У районі щорічно накопичується понад 7,5 тис. тонн відходів. Близько 34 тонн отрутохімікатів зберігаються у сховищах.

### Земельні ресурси
Згідно зі схемою природного сільськогосподарського районування Мангушський район включено до Донецько-Дніпропетровської степової лівобережної зони. Територія району є степовою рівниною, яку перетинають річки, лимани, численні балки та яри.

### Природна флора та фауна
Склад природної флори району представлений степовими та лісостеповими зонами. Наявні болотисті солонкуваті ґрунти — 18 %, намиті ґрунти — 4,1 %, солончаки лісові — 0,2 % та ін.
Загальна площа лісових насаджень Стародубівського лісництва і Приазовського держгоспу становить 1657 га. Ліси належать до лісів першої групи. Площа мисливських угідь Мангушського добровільного товариства мисливців та рибалок становить 66198 га.
Державний ландшафтний заповідник «Білосарайська Коса» (загальна площа 616 га) був створений згідно з Постановою Ради Міністрів України від 25 лютого 1980 р. № 132 з метою забезпечення охорони відповідного півострова в Азовському морі з озерами, лиманами, мілководдями. Заповідник має велике пізнавальне, наукове та екологічне значення.
Державний орнітологічний заказник «Приазовський чапельник» був створений 4 листопада 2000 р. Загальна площа — 100 га. Територія охоплює заболочену ділянку, яка є місцем гніздування великої кількості гідрофільних видів птахів.
Регіональний ландшафтний парк «Половецький степ» створено 19 лютого 2000 р. з метою збереження та раціонального використання природних комплексів та об'єктів цілісних степових ландшафтів Північного Приазов'я в природоохоронних, рекреаційних, оздоровчих, наукових та освітніх цілях.
Регіональний ландшафтний парк «Меотида» загальною площею 7938,7 га створено 30 червня 2000 р. (https://web.archive.org/web/20171106181553/http://meotida.org.ua/).
Пам'ятка природи «Соснові культури» загальною площею 5 га було створено 21 червня 1972 р. Пам'ятка має велике значення як досвід заліснення сухих пісків і створення зеленого поясу на узбережжі Азовського моря. Цей ліс є єдиним сосновим насадженням на півдні області.

## Історія
Історія виникнення району пов'язана з переселенням греків з Криму в Приазов'я. Після близько дворічного переходу, весною 1778 року, вони прибули в Азовську губернію. Греки принесли з собою і назви тих поселень, звідки вони прийшли: Урзуф, Ялта. Вихідці з кримського села Мангуш заснували теперішній Мангуш. На новому місці вони поспіхом побудували із саману 40 хатинок, у яких мешкало близько 200 осіб. Переселенцям довелось орати цілину, розводити худобу. Господарство було майже натуральним. Переселенці отримали право вільної ловлі риби в морі, звільнювались від сплати податків на 10 років, від військової повинності, мали свій суд, поліцію. На початок 70-х р. XIX ст. були повністю ліквідовані всі пільги, а їх села увійшли до створеного в 1874 р. Маріупольського повіту. В січні 1918 року в смт. Мангуш була встановлена Радянська влада.
У 30-х роках місцева громада зазнала масових чисток. Сталінський режим знищив значну кількість місцевого населення як неблагонадійного. Також місцеве населення постраждало від голодомору, але завдяки морю мало більше шансів на виживання.
У роки Другої світової війни більше 8 тис. мешканців району воювали на фронті. Загинули в боях — 906, померли в госпіталях — 257, пропали безвісти — 1216 осіб. Трьом воїнам-землякам присвоєно звання Героя Радянського Союзу: Безуху Михайлу Івановичу, уродженцю с. Білосарайська Коса (його ім'ям названа Білосарайська сільська школа), підполковнику Мурзі Іллі Митрофановичу — уродженцю смт. Мангуш (його ім'я присвоєно Мангуській ЗОШ № 2 та вулиці, на якій він жив), Московченку Григорію Савеловичу — уродженцю с. Стародубівка (його ім'ям названа Стародубівська сільська школа).
Майже 200 жителів району брали активну участь в ліквідації наслідків Чорнобильської аварії.
27 листопада 2015 року районною радою ухвалене рішення про перейменування району на Мангуський. Проте Верховна Рада з порушенням правопису та попри рекомендації Українського інституту національної пам'яті офіційно перейменувала район на Мангушський.

## Адміністративний устрій
Адміністративно-територіально район поділяється на 2 селищні ради та 8 сільських рад, які об'єднують 26 населені пункти та підпорядковані Мангушській районній раді. Адміністративний центр — смт Мангуш.

## Населення
Національний склад населення району за переписом 2001 року
|          | чисельність | частка |
| українці | 14 735      | 50,3   |
| росіяни  | 7 881       | 26,9   |
| греки    | 5 882       | 20,1   |
| білоруси | 208         | 0,7    |

Етномовний склад сільських та міських рад району (рідна мова населення) за переписом 2001 року, %
|                         | російська | українська | грецька | вірменська |
| МАНГУШСЬКИЙ РАЙОН       | 76,6      | 22,4       | 0,6     | 0,2        |
| ----------------------- | --------- | ---------- | ------- | ---------- |
| смт МАНГУШ              | 90,0      | 9,2        | 0,3     | 0,3        |
| смт ЯЛТА                | 93,8      | 4,2        | 1,5     | 0,3        |
| БЕРДЯНСЬКА сільрада     | 43,6      | 55,5       | 0,2     | 0,2        |
| ІЛЛІЧІВСЬКА сільрада    | 68,3      | 31,5       |         |            |
| КОМИШУВАТСЬКА сільрада  | 34,6      | 64,9       | 0,1     | 0,1        |
| МЕЛЕКИНСЬКА сільрада    | 83,4      | 15,8       | 0,1     | 0,3        |
| УРЗУФСЬКА сільрада      | 90,1      | 8,2        | 1,4     |            |
| СТАРОДУБІВСЬКА сільрада | 14,3      | 85,6       |         |            |

## Економіка
Кількість сільськогосподарських підприємств — 204 в тому числі
- агроцехів — 6;
- — колективних сільгосппідприємств — 9;
- — товариств з обмеженою відповідальністю — 14;
- — приватних — 9;
- — акціонерних — 3;
- — кооперативів — 1;
- — фермерських — 155;
- — інших — 7.

Площа сільгоспугідь — 54559, в тому числі
- рілля — 48878;
- — зрошувані сільгоспугіддя — 1918;
- — посівні площі — 39152 тис. га

Валова продукція — 35648 тис. га.
Розвиток ринкових структур:
- — кооперативи — 2;
- — малі підприємства — 94;
- — орендні підприємства — 1;
- — спільні підприємства — 1;
- — товариства з обмеженою відповідальністю — 66;
- — відкриті акціонерні товариства — 7.

## Промисловість
Кількість підприємств на самостійному балансі — 1; Обсяг продукції — 11280,4.

### Будівництво
Кількість підрядних будівельних організацій — 1; Обсяг капіталовкладень житла — 13,9.

### Побутове обслуговування
Кількість підприємств — 28; Обсяг реалізації побутових послуг — 90 тис. грн.

### Виробництво товарів народного споживання
Загальний обсяг випуску товарів народного споживання — 13773,2.

### Торгівля та громадське харчування
Магазинів — 100,
- — торгова площа — 5983,8,
- — ринків — 9,
- — точок громадського харчування — 27.

## Транспорт
Територією району проходить автошлях E58М14 та Т 0523. Залізничне сполучення відсутнє.

## Наука. Освіта
Загальноосвітніх шкіл — 15, де навчається 241 учень. Дошкільних закладів — 8, у них дітей — 359. Вечірні класи — 3, у них 25 учнів. Україномовних шкіл — 6, у них учнів — 466.
Факультети з новогрецької мови — 19, у них учнів — 194; практичних психологів — 10. Пересувних пунктів — 14.
Районний центр дитячої творчості — 1, у ньому місць — 1208. Гуртків — 83. Станція юннатів — 1.

## Медичні заклади. Охорона здоров'я
Охорона здоров'я району представлена центральною районною лікарнею (150 ліжко-місць), Ялтинською поліклінікою, 4 сільськими лікарнями-амбулаторіями, ФАПів — 16, аптек — 6, в тому числі 3 приватні.
Працює 85 лікарів, молодшого медперсоналу — 203 чол., середнього медперсоналу — 216 чол.

## Засоби масової інформації
Районна газета — «Сельская новь».

## Розвиток культури та спорту
Для задоволення культурних, естетичних та духовних потреб для населення в районі функціонує 19 клубних закладів з 5200 місцями в глядацьких залах, централізована бібліотечна система з 19 філіями, книжковим фондом — 235 тис. прим.
Дитяча школа мистецтв з 2 відділеннями: художнім та музичним, де навчається 170 учнів.
Районний кіно-фотоклуб з 2 народними колективами, районний музей революційної, бойової та трудової слави, музей історії села Комишувате.
В районі функціонує 10 футбольних полів, 25 спортивних майданчиків, 13 спортзалів (162 м²), 10 кімнат, пристосованих для занять фізичною культурою. Забезпечено збереження та розвиток ДЮСШ, 11 філій працюють у 3 населених пунктах (смт Мангуш, смт. Ялта, с. Урзуф). В ДЮСШ займається 187 дітей, що становить 5 % від загальної кількості учнів шкіл. До занять фізкультурою та спортом залучено більше 3 тис. чол. В спортивних секціях району займається 25 дітей-інвалідів.
Діє мережа спеціалізованих соціальних служб сім'ї «Родинний дім», «Жіночий клуб», клуб «Магнолія», служба соціальної роботи з призовною молоддю та військовослужбовцями.

## Туризм
Мангушський район на півдні і південному сході омивається Азовським морем. На узбережжі моря розташовані 3 населених пункти, які згідно з Постановою Кабінету Міністрів України від 15.12.1997 р. № 1391 віднесені до курортних: с. Урзуф, Мелекіне, смт Ялта, а також села Бабах-Тарама, Юр'ївка та Білосарайська Коса.
Рекреаційний потенціал узбережжя відповідає найвищим світовим стандартам: тепле море, комфортні черепашково-піщані пляжі, сприятливі кліматичні умови (велика кількість ясних днів), морські бризи, які несуть на узбережжя велику кількість чистого, збагаченого озоном, із солями та мікроелементами повітря, запаси мінеральної води та лікувальні грязі.
Розташовано 256 оздоровчих установ вздовж узбережжя Азовського моря протяжністю 56 км й займають прибережну смугу шириною 200—800 метрів.
Загальна місткість закладів становить 36 тис. місць. В літній період на узбережжі оздоровлюється майже 700 тис. чол. — мешканців України та близького зарубіжжя.

## Релігійні організації
Релігійні організації в районі представлені: православна церква, організація свідків Ієгови, церква євангельських християн-баптистів, релігійна громада Петрово-Павлівської парафії.

## Персоналії
На території району народився:
- Карабиць Іван Федорович (1945–2002) — композитор (Ялта);

## Політика
25 травня 2014 року відбулися Вибори Президента України. У межах Мангушського району була створена 21 виборча дільниця. Явка на виборах складала — 22,09 % (проголосували 4 633 із 20 978 виборців). Найбільшу кількість голосів отримав Петро Порошенко — 33,48 % (1 551 виборців); Сергій Тігіпко — 20,72 % (960 виборців), Юлія Тимошенко — 8,31 % (385 виборців), Вадим Рабінович — 6,13 % (284 виборців), Михайло Добкін — 5,96 % (276 виборців). Решта кандидатів набрали меншу кількість голосів. Кількість недійсних або зіпсованих бюлетенів — 3,80 %.